# Vasile Suciu
Vasile Suciu (Cluj-Napoca, 21 de octubre de 1942 - ibídem, 9 de noviembre de 2013) fue un futbolista profesional rumano que jugaba en la demarcación de portero.

## Biografía
Vasile Suciu debutó como futbolista profesional en 1958 con el FC Arieșul Turda a los 16 años de edad. Jugó durante cinco temporadas en el club, llegando a ganar la Copa de Rumania en 1961. Tras un breve paso por el Viitorul Bucarest, fichó por el Steaua de Bucarest, club en el que jugó en 124 partidos durante los ocho años siguientes. Además ganó la Liga I en 1968, y la Copa de Rumania en cinco ocasiones, en 1966, 1967, 1969, 1970 y en 1971. También jugó para el CS Jiul Petroșani y finalmente para el FC Sportul Studențesc București, con quien ganó la Liga II y ascendió a la máxima categoría del fútbol rumano. Finalmente en 1975 se retiró a los 33 años de edad. Diez días después de su retiro, el FC Sportul Studențesc București le fichó como entrenador para los clubes inferiores.
Vasile Suciu falleció el 9 de noviembre de 2013 en Cluj-Napoca a los 71 años de edad.

## Selección nacional
Vasile Suciu fue convocado por la selección de fútbol de Rumania en 1964 para jugar los Juegos Olímpicos de Tokio 1964, llegando a jugar un total de tres partidos.

## Clubes
| Club                            | País    | Año         |
| ------------------------------- | ------- | ----------- |
| FC Arieșul Turda                | Rumania | 1958 - 1963 |
| Viitorul Bucarest               | Rumania | 1963        |
| Steaua de Bucarest              | Rumania | 1963 - 1971 |
| CS Jiul Petroșani               | Rumania | 1971 - 1972 |
| FC Sportul Studențesc București | Rumania | 1972 - 1975 |

## Palmarés
FC Arieșul Turda
- Copa de Rumania: 1961

Steaua de Bucarest
- Liga I: 1968
- Copa de Rumania (5): 1966, 1967, 1969, 1970 y 1971

FC Sportul Studențesc București
- Liga II: 1972